# Derolus anteaureus
Derolus anteaureus là một loài bọ cánh cứng trong họ Cerambycidae.